# Susagna Arasanz
Susagna Arasanz i Serra (1960/1961 – 14 de outubro de 2021) foi uma economista e política de Andorra, ministra das Finanças entre 1994 e 2000, tornando-se na primeira mulher a ocupar o cargo, sob a presidência de Marc Forné.
A 22 de dezembro de 1994 Forné nomeou-a a nova ministra das Finanças, substituindo Josep Casal Casa. Ela foi eleita membro do Conselho Geral de Andorra nas eleições parlamentares de 1997 e a 1 de abril de 1997 foi renomeada ministra das Finanças, renunciando ao cargo de legisladora duas semanas depois. Foi membro do Partido Liberal de Andorra. A 15 de março de 2000 Susagna Arasanz renunciou ao cargo de ministra.
Ela era membro do Conselho de Administração do Fundo de Segurança Social de Andorra (CASS) desde que foi nomeada pelo governo de Andorra em janeiro de 2020.
Arasanz faleceu no dia 14 de outubro de 2021 aos 60 anos, vítima de cancro.